# Chroniques de l'oiseau à ressort
Chroniques de l'oiseau à ressort (ねじまき鳥クロニクル, Nejimaki-dori kuronikuru) est le huitième roman de l'écrivain japonais Haruki Murakami. Il a reçu le Prix Yomiuri du meilleur roman 1995.
Publié au Japon en 1994-1995 en trois volumes (deux en 1994, suivi en 1995 d'un troisième non initialement prévu), il a été traduit du japonais en français par Corinne Atlan avec Karine Chesneau, et a paru en 2001 en un seul volume aux éditions du Seuil. Son titre littéral signifie « Chroniques de l'oiseau serre-vis » ou « Chronique de l'oiseau mécanique » en japonais.

## Intrigue
Le chant de l'oiseau à ressort, comme la ritournelle que définit Gilles Deleuze, devient le seul repère qui lie le protagoniste au monde, qui lui échappe après un événement incompréhensible.
Quand sa femme le quitte, sans raison apparente, le protagoniste du roman plonge peu à peu dans un réseau de relations étranges, bizarrement liées au puits à sec d'une maison voisine, théâtre d'enjeux financiers et de manifestations surnaturelles.
Les séjours répétés dans cet ombilic désaffecté, réceptacle de rêves prémonitoires, dotent le protagoniste d'un pouvoir de guérison qui le mettra en contact avec une riche créatrice de mode, et son fils muet, deux non moins étranges personnages, dont le passé au Mandchoukuo chinois resurgit en leitmotivs obsessionnels. 
Le protagoniste entre en contact avec un lieutenant à la retraite, dont le passé en Chine  occupée et dans les camps de travail soviétiques a également changé le cours de l'existence - son séjour dans un puits à sec des plaines de Mongolie, entre la vie et la mort - , accentue la trame fantastique du récit. 
À l'instar du puits, le récit catalyse comme un vortex, vie consciente et rêve, perte de sens et matérialité financière, suspendus au-dessus de l'énigme première, le départ de l'épouse du protagoniste. Cette profusion de sens noyautée par l'absurde, le vrombissement de forces occultes près d'un homme ordinaire et seul, archétype de Murakami, sont déployés avec un art qui confirme la place déjà bien établie dans la littérature contemporaine japonaise, aussi bien qu'internationale.